# Selma (Caroline du Nord)
Selma est une ville américaine située dans le comté de Johnston en Caroline du Nord. Lors du recensement de 2010, sa population était de 6 073 habitants.

## Démographie
| 1880 | 1890 | 1900 | 1910  | 1920  | 1930  |
| ---- | ---- | ---- | ----- | ----- | ----- |
| 256  | 527  | 816  | 1 331 | 1 601 | 1 857 |

| 1940  | 1950  | 1960  | 1970  | 1980  | 1990  |
| ----- | ----- | ----- | ----- | ----- | ----- |
| 2 007 | 2 639 | 3 102 | 4 356 | 4 762 | 4 600 |

| 2000  | 2010  | - | - | - | - |
| ----- | ----- | - | - | - | - |
| 5 914 | 6 073 | - | - | - | - |

## Source
- (en) Cet article est partiellement ou en totalité issu de l’article de Wikipédia en anglais intitulé « Selma, North Carolina » (voir la liste des auteurs).